# PI3
PI3 (англ. Peptidase inhibitor 3) – білок, який кодується геном PI3, розташованим у людей на довгому плечі 20-ї хромосоми. Довжина поліпептидного ланцюга білка становить 117 амінокислот, а молекулярна маса — 12 270.
| 10         |  | 20         |  | 30         |  | 40         |  | 50         |
| ---------- |  | ---------- |  | ---------- |  | ---------- |  | ---------- |
| MRASSFLIVV |  | VFLIAGTLVL |  | EAAVTGVPVK |  | GQDTVKGRVP |  | FNGQDPVKGQ |
| VSVKGQDKVK |  | AQEPVKGPVS |  | TKPGSCPIIL |  | IRCAMLNPPN |  | RCLKDTDCPG |
| IKKCCEGSCG |  | MACFVPQ    |  |            |  |            |  |            |

A: Аланін

C: Цистеїн

D: Аспарагінова кислота

E: Глутамінова кислота

F: Фенілаланін

G: Гліцин

I: Ізолейцин

K: Лізин

L: Лейцин

M: Метіонін

N: Аспарагін

P: Пролін

Q: Глутамін

R: Аргінін

S: Серин

T: Треонін

Цей білок за функціями належить до інгібіторів протеаз, інгібіторів серинових протеаз. 
Секретований назовні.